# Heurystyki wydawania sądów
Heurystyki wydawania sądów – uproszczone reguły wnioskowania. Ludzie automatycznie i bezwiednie posługują się nimi po to, aby wydawać szybkie sądy. Stosowanie heurystyk często prowadzi do wystąpienia błędów poznawczych.
Heurystyki wydawania sądów zostały nazwane i opisane przez Amosa Tversky'ego i Daniela Kahnemana na podstawie wielu badań eksperymentalnych prowadzonych w latach 70. XX wieku. Wyróżnia się trzy główne heurystyki:
- Heurystyka dostępności − uproszczona metoda wnioskowania polegająca na przypisywaniu większego prawdopodobieństwa zdarzeniom, które łatwiej przywołać do świadomości i są bardziej nacechowane emocjonalnie.
- Heurystyka reprezentatywności − uproszczona metoda wnioskowania polegająca na dokonywaniu klasyfikacji na podstawie częściowego podobieństwa do przypadku typowego, charakterystycznego, reprezentatywnego, który już znamy.
- Heurystyka zakotwiczenia i dostosowania (również zakotwiczenie i dostosowanie) − uproszczona metoda wnioskowania polegająca na oparciu się (zakotwiczeniu) na jakiejś informacji, a następnie zmodyfikowaniu jej (dostosowaniu się do niej) w celu uzyskania odpowiedzi na pytanie lub wydania sądu.